# Ibrahima Cissé (geboren 2001)
Ibrahima Cissé (15 februari 2001) is een Malinees-Frans voetballer die sinds 2022 onder contract ligt bij Schalke 04.

## Carrière
Cissé ruilde in 2019 de jeugdopleiding van LB Châteauroux voor KAA Gent. Daar maakte hij op 9 december 2021 zijn officiële debuut in het eerste elftal: in de Conference League-wedstrijd tegen FC Flora Tallinn (1-0-winst) liet trainer Hein Vanhaezebrouck hem in de 61e minuut invallen. Gent was voor aanvang van deze wedstrijd al zeker van de groepswinst. Op 14 januari 2022 maakte hij ook zijn officiële debuut in de Jupiler Pro League: op de 22e competitiespeeldag mocht hij tegen KV Kortrijk in de 86e minuut invallen voor Sven Kums.
In mei 2022 ondertekende Cissé een vierjarig contract bij Schalke 04, dat enkele weken later naar de Bundesliga promoveerde. In zijn eerste seizoen kwam hij enkel in actie voor het tweede elftal van de club in de Regionalliga West. Op de openingsspeeldag van het seizoen 2023/24 liet trainer Thomas Reis hem starten tegen Hamburger SV. In de 71e minuut kreeg Cissé bij een 3-3-tussenstand zijn tweede gele kaart.

## Clubstatistieken
| Seizoen         | Club            | Land               | Competitie         | Competitie | Competitie | Beker | Beker | Supercup | Supercup | Europees | Europees | Totaal | Totaal |
| Seizoen         | Club            | Land               | Competitie         | Wed.       | Dlp.       | Wed.  | Dlp.  | Wed.     | Dlp.     | Wed.     | Dlp.     | Wed.   | Dlp.   |
| --------------- | --------------- | ------------------ | ------------------ | ---------- | ---------- | ----- | ----- | -------- | -------- | -------- | -------- | ------ | ------ |
| 2021/22         | KAA Gent        | Vlag van België    | Jupiler Pro League | 2          | 0          | 0     | 0     | —        | —        | 1        | 0        | 3      | 0      |
| 2022/23         | Schalke 04 II   | Vlag van Duitsland | Regionalliga West  | 16         | 5          | —     | —     | —        | —        | —        | —        | 16     | 5      |
| 2023/24         | Schalke 04      | Vlag van Duitsland | 2. Bundesliga      | 1          | 0          | 0     | 0     | —        | —        | —        | —        | 1      | 0      |
| Carrière totaal | Carrière totaal | Carrière totaal    | Carrière totaal    | 19         | 5          | 0     | 0     | 0        | 0        | 1        | 0        | 20     | 5      |

Bijgewerkt op 9 oktober 2023.

## Interlandcarrière
In juni 2023 werd Cissé door de Malinese beloftenbondscoach Alou Badra Diallo opgeroepen voor de Afrika Cup onder 23 in Marokko. Hij kwam er in actie in alle drie de groepswedstrijden, alsook in de halve finale tegen Marokko (die Mali na strafschoppen verloor) en de wedstrijd om de derde plaats tegen Guinee (die Mali na strafschoppen won). 